# Voltův sloup

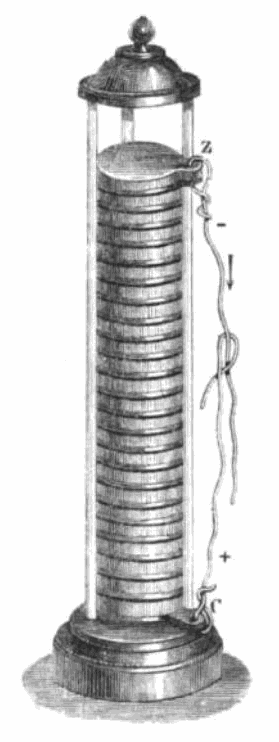
Voltův sloup

Voltův sloup byl první elektrický článek, produkující elektrický proud. Sestavil ho Alessandro Guiseppe Antonio Anastasio Volta v roce 1800. Jednalo se o galvanickou baterii tvořenou několika sériově zapojenými elektrickými články se zinkovou a měděnou elektrodou. Skládal se z navrstvených měděných a zinkových plíšků, proložených plátky kůže, které byly provlhčeny okyseleným roztokem.

Voltův sloup, schematické znázornění

Konce sloupu, měděný a zinkový, nazval Volta póly. Po spojení pólů vodiči jimi procházel silný, dlouhotrvající elektrický proud. Volta takto přesvědčivě dokázal neudržitelnost představ zastánců živočišné elektřiny, kteří tvrdili, že v Galvaniho pokusech je zdrojem proudu živočišná elektřina.